# Веллі (округ, Айдахо)
Шаблон:StateAbbr_ 44°44′ пн. ш. 115°34′ зх. д. / 44.74° пн. ш. 115.56° зх. д.
Округ  Веллі (англ. Valley County) — округ (графство) у штаті  Айдахо, США. Ідентифікатор округу 16085.

## Історія
Округ утворений 1917 року.

## Демографія
За даними перепису 
2000 року 
загальне населення округу становило 7651 осіб, усе сільське.
Серед мешканців округу чоловіків було 3935, а жінок — 3716. В окрузі було 3208 домогосподарств, 2251 родин, які мешкали в 8084 будинках.
Середній розмір родини становив 2,81.
Віковий розподіл населення поданий у таблиці:
| Стать    | До 15 років | 15-21 | 22-29 | 30-39 | 40-49 | 50-65 | 65-85 | Понад 85 |
| -------- | ----------- | ----- | ----- | ----- | ----- | ----- | ----- | -------- |
| Чоловіки | 742         | 342   | 183   | 475   | 756   | 881   | 515   | 41       |
| Жінки    | 645         | 305   | 193   | 459   | 752   | 784   | 515   | 63       |

## Суміжні округи
- Айдахо — північ
- Адамс — захід
- Джем — південний захід
- Бойсі — південь
- Кастер — схід
- Лемгай — схід

## Виноски
1. ↑  (unspecified title) — Москва: ВИНИТИ РАН, 1964. — С. 40. — 235 с.
2. ↑  U.S. Decennial Census. United States Census Bureau. Архів оригіналу за 19 липня 2018. Процитовано 1 липня 2014.
3. ↑  Historical Census Browser. University of Virginia Library. Архів оригіналу за 16 серпня 2012. Процитовано 1 липня 2014.
4. ↑  Population of Counties by Decennial Census: 1900 to 1990. United States Census Bureau. Архів оригіналу за 30 жовтня 2014. Процитовано 1 липня 2014.
5. ↑  Census 2000 PHC-T-4. Ranking Tables for Counties: 1990 and 2000 (PDF). United States Census Bureau. Архів оригіналу (PDF) за 18 грудня 2014. Процитовано 1 липня 2014.
6. ↑  State & County QuickFacts. United States Census Bureau. Архів оригіналу за вересень 5, 2015. Процитовано 1 липня 2014.(англ.) Наведено за англійською вікіпедією.
7. ↑  American FactFinder. Бюро перепису населення США. Архів оригіналу за 26 лютого 2012. Процитовано 31 січня 2008.

| США | Це незавершена стаття з географії США. Ви можете допомогти проєкту, виправивши або дописавши її. |